# Pablo Riccheri
Pablo Riccheri (San Lorenzo, 8 de agosto de 1859 – Buenos Aires, 29 de julho de 1936) foi um militar argentino.
Ingressou no Colégio Militar de la Nación en 1873, no posto de segundo-tenente de artilharia. Suas primeiras atividades militares estiveram relacionadas à repressão da Revolução de 1874.

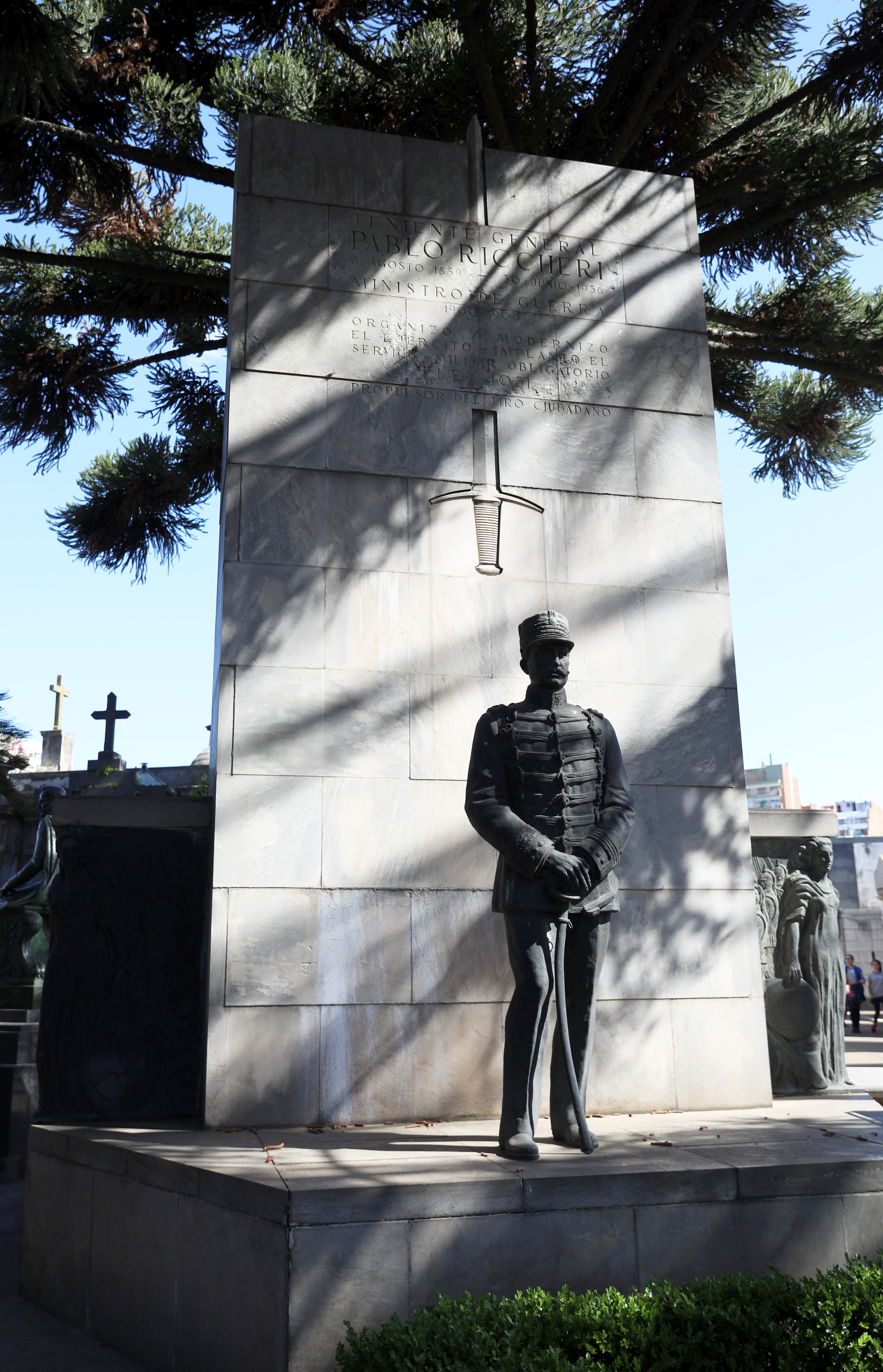
Pablo Riccheri, monumento no Cemitério da Recoleta.

Participou das últimas guerras civis argentinas e foi Ministro da Guerra durante a segunda presidência de Julio Argentino Roca.
É lembrado pela modernização e profissionalização do Exército Argentino e pela lei que estabeleceu o serviço militar obrigatório.